# Sd.Kfz. 11
Le Sd.Kfz. 11 leichter Zugkraftwagen 3 t. (Sonderkraftfahrzeug 11) était un semi-chenillé conçu comme tracteur d'artillerie, et produit à approximativement neuf mille exemplaires au cours de la Seconde Guerre mondiale.
Les pièces qu’il pouvait tracter allaient du canon antiaérien Flak 43 de 3,7 cm jusqu’à l’obusier de campagne FH 18 de 10,5 cm, mais le besoin de tracteur étant tel dans l'armée allemande, qu'on le vit traîner jusqu'à des pièces de 8,8 cm Pak 43 et Flak 41. Ce véhicule connut tant de succès qu'il remplaça de fait le Sd.Kfz. 6 de 5 tonnes, véhicule coûteux dont la production stoppa en 1942.
Il semble que peu de variantes du Sd.Kfz. 11 furent produites, son rôle de tracteur étant prioritaire.

## Variantes
- Sd.Kfz. 11 – Tracteurs légers 3 t (Leichter Zugkraftwagen 3 t)
- Sd.Kfz. 11/1 – Nebelkraftwagen
- Sd.Kfz. 11/2 – mittlerer Entgiftungskraftwagen
- Sd.Kfz. 11/3 – mittlerer Sprühkraftwagen
- Sd.Kfz. 11/4 – Nebelkraftwagen
- Sd.Kfz. 11/5 – Véhicule moyen de détecteur de gaz, tracteur pour Nebelwerfer

## Galerie

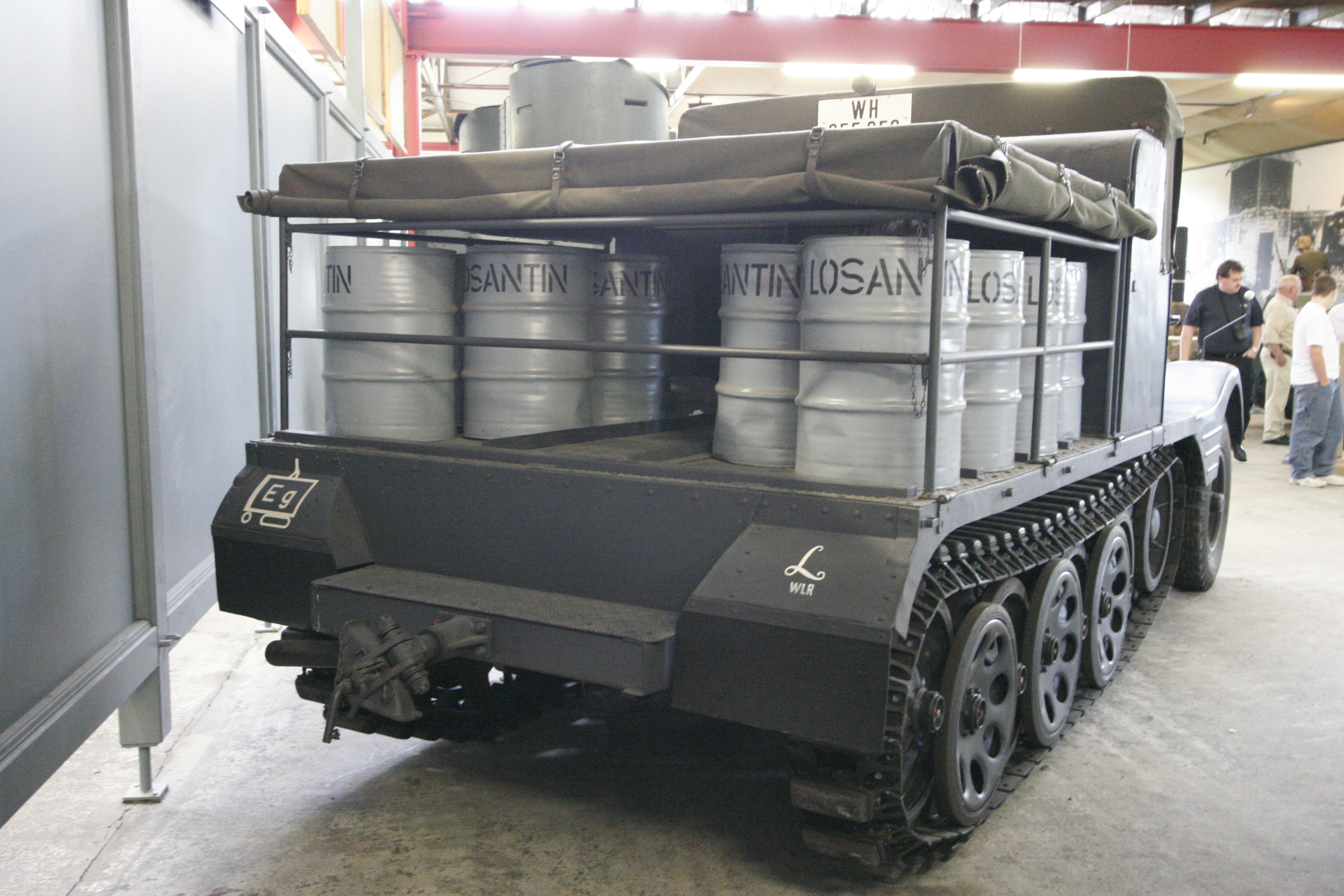
Sd.Kfz. 11/2 peint avec l'insigne du Werder-Lehr Regiment
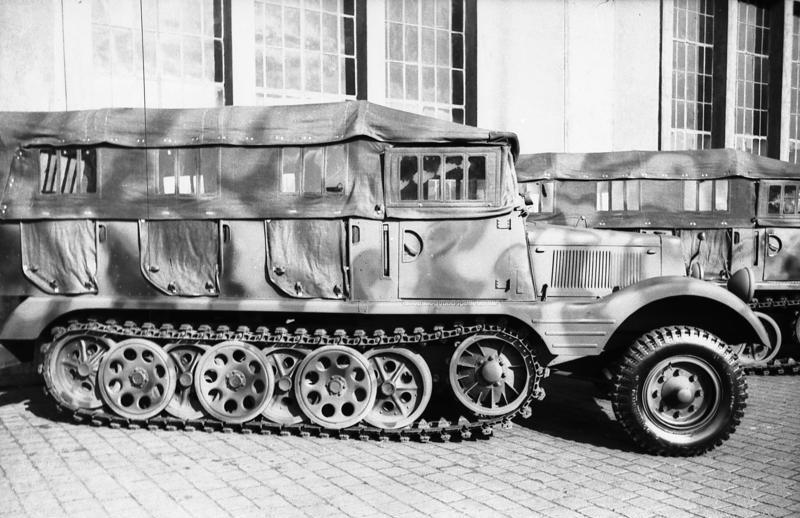
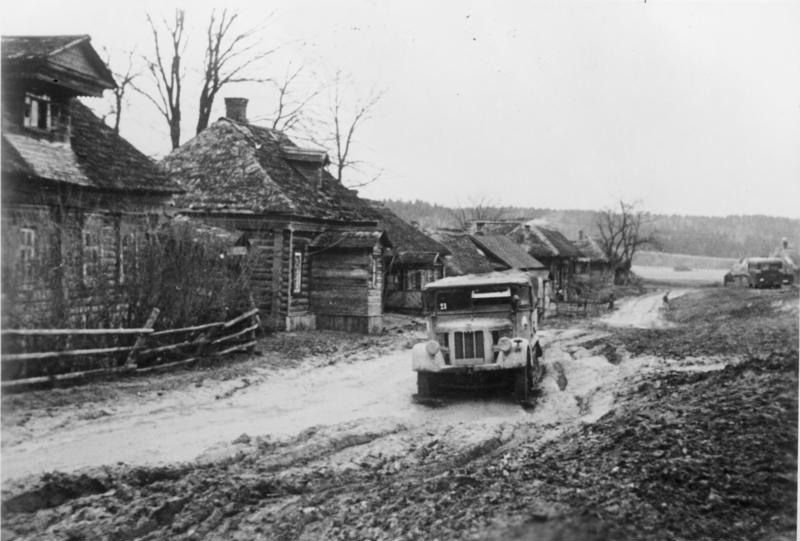
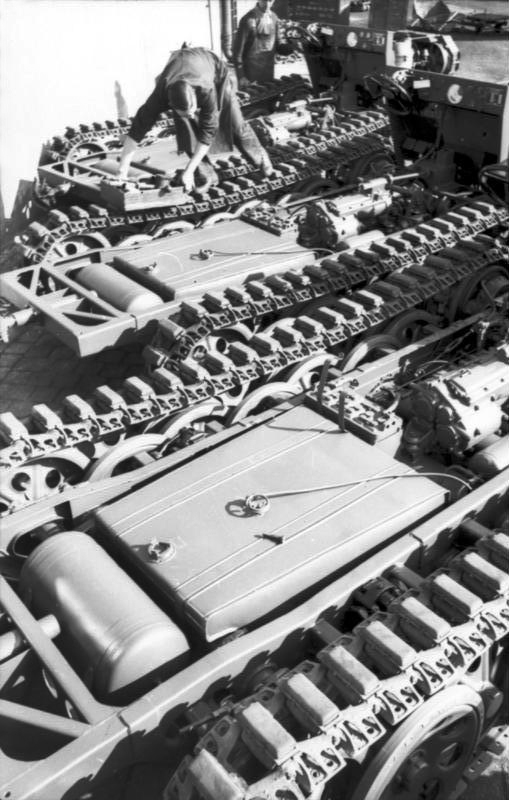
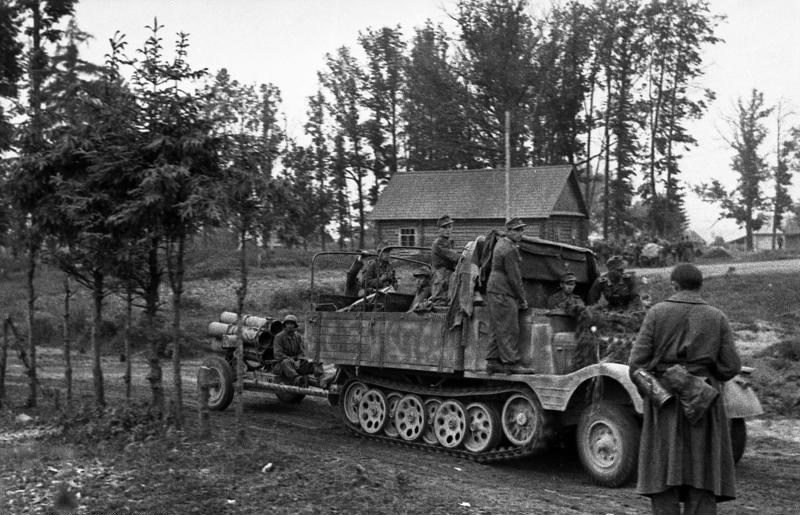
Sd.Kfz. 11/5
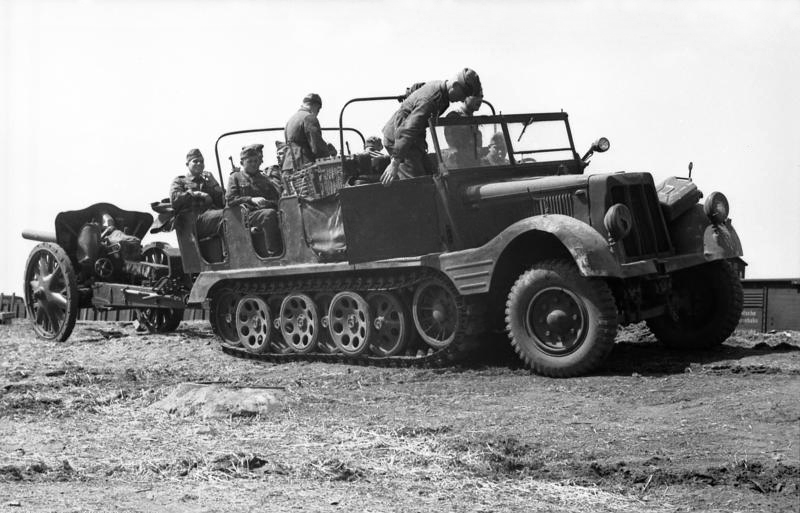